# Дерфлингер, Сабина
Сабина Дерфлингер (нем. Sabine Derflinger; род. 1963) — австрийская режиссер, сценарист и продюсер; член Европейской киноакадемии.

## Биография
Родилась в 1963 году в Вельсе, Австрия.
В 1991 году начала учебу в Венской киноакадемии (специальности литература и драматургия) после того, как несколько лет проработала режиссером и продюсером в кино. В 1996 году успешно завершила учебу с дипломной работой «Filmerzählungen zwischen Epik & Dramatik».
Сабина Дерфлингер стала известна своими многочисленными ролями в игровом и документальном кино, многие из её работ удостоены наград. Она стала первой женщиной, которая стала режиссёром в криминального телесериала «Tatort» на австрийском канале ORF. Затем принимала участие в других сериалах на этом же канале. В последние годы она привлекла к себе внимание несколькими телевизионными постановками.
В 2010 году Дерфлингер основала собственную продюсерскую компанию под названием Derflinger Film, выпустив ряд фильмов. В 2013 году она была задействован в качестве помощника продюсера для бразильской телевизионной компании Globo, которая сняла в Вене несколько эпизодов своей теленовеллы Em Família.
В числе её наград в 2003 году стали: Kulturpreis des Landes Oberösterreich и Österreichischer Förderungspreis für Filmkunst.

## Фильмография
На немецком языке:
| - 1991 год: Es war einmal - 1994 год: Geraubte Kindheit - 1996 год: Achtung Staatsgrenze - 1998 год: Aus Liebe - 1999 год: The Rounder Girls - 2001 год: Vollgas - 2004 год: Kleine Schwester - 2004 год: Schnelles Geld - 2005 год: Drei, Vier | - 2006 год: In den Straßen von Delhi - 2007 год: 42plus - 2008 год: Platz - 2008 год: Eine von 8 - 2009 год: Was bleibt - 2010 год: Tag und Nacht - 2011 год: Hotspot - 2012 год: Tatort - 2012 год: Literatur hat Recht | - 2012 год: For Those Who Can Tell No Tales - 2013 год: Tatort — Angezählt - 2013 год: Paul Kemp - 2014 год: Tatort - 2015 год: Vier Frauen und ein Todesfall - 2015 год: Vorstadtweiber - 2017 год: Anna Fucking Molnar - 2018 год: Die Füchsin — Spur in die Vergangenheit - 2018 год: Der Zerrissene |